# Sober (Lugo)
Sober es una villa y municipio español situado en el sur de la provincia de Lugo, en la comunidad autónoma de Galicia. Pertenece a la comarca de la Tierra de Lemos y forma parte de la Ribeira Sacra.
Entre sus actividades económicas destaca la viticultura y la elaboración de vinos dentro de la subzona Amandi de la Denominación de Origen Ribeira Sacra, con 29 bodegas inscritas en el consejo regulador. Anualmente se celebran la Feria del Vino de Amandi y la Feria de la Rosca. También cabe destacar la alfarería artesana de Gundivós.

## Geografía
El municipio de Sober tiene una superficie de 133,35 km² y se encuentra en la comarca de Tierra de Lemos, en el sur de la provincia de Lugo, entre los cursos de los ríos Cabe y Sil, que hacen de frontera física por el oeste y sur, respectivamente. El término municipal está atravesado por la carretera N-120 entre los pK 528 y 530. La zona más elevada la forman los Montes de Ceceda, al suroeste, donde de alza el pico Bidual (816 metros), en el límite con Monforte de Lemos. La altitud oscila entre los 816 metros y los 140 metros en la desembocadura del Cabe en el Sil. Limita con los municipios de Monforte de Lemos al norte, Pantón al oeste y Nogueira de Ramuín, Parada de Sil, La Teijeira y Castro Caldelas al sur.
La capital municipal dista 73 kilómetros de la capital de provincia, Lugo, y se encuentra a 436 metros sobre el nivel del mar.
| Noroeste: Pantón                      | Norte: Pantón y Monforte de Lemos                                             | Noreste: Monforte de Lemos |
| Oeste: Pantón                         |                                                                               | Este: Monforte de Lemos    |
| Suroeste: Nogueira de Ramuín (Orense) | Sur: Parada del Sil (Orense), La Teijeira (Orense) y Castro Caldelas (Orense) | Sureste: Monforte de Lemos |

## Historia
Se conservan vestigios diseminados en distintos lugares del concello de Sober de construcciones de finales del Neolítico hasta la Edad de Bronce, el periodo megalítico, llamadas mámoas así como restos de las culturas de los castros.
De la constitución del reino de los Suevos permanecen los topónimos de varias parroquias.
En el año 785 el obispo Odoario de Lugo fundó la villa de Amandi.
En 2020 se encuentran en el término municipal restos de la villa romana de Proentia.

## Geografía humana

### Organización territorial
El municipio está formado por doscientos ochenta y dos entidades de población distribuidas en veintidós parroquias:
- Amandi (Santa María)
- Anllo (San Esteban)[4][5][7]
- Arrojo[5]
- Barantes (San Xoan)
- Bolmente (Santa María)
- Brosmos (Santa Cruz)
- Bulso (San Pedro)
- Canabal[5] (San Pedro)[4][8][6]
- Doade (San Martiño)
- Figueiroá (San Salvador)
- Gundibós[5] (Santiago)[9][6]
- Liñarán (San Martiño)
- Lobios (San Xulián)[4]
- Millán (San Nicolás)[4][10][6]
- Neiras (San Salvador)
- Pinol (San Vicente)
- Proendos (Santa María)
- Refojo[5]
- Rosende (San Miguel)
- San Martín de Anllo[5]
- Santiorjo[5]
- Villaoscura[5]

### Demografía
Cuenta con una población de 2129 habitantes (INE 2024).
| Gráfica de evolución demográfica de Sober entre 1842 y 2021                                                           |
| |
| Población de derecho según los censos de población del INE. Población de hecho según los censos de población del INE. |

### Transportes

#### Carreteras
El principal acceso al municipio es la carretera N-120, que pasa por Canabal, en la zona norte del mismo, y lo une con Orense hacia el oeste y con Monforte de Lemos y Ponferrada hacia el este. Está previsto que en un futuro se construya la autovía A-76 siguiendo el mismo recorrido.
Varias carreteras provinciales vertebran el territorio con la capitalidad municipal como centro. La LU-P-5901 une Sober con Canabal, donde enlaza con la N-120. La LU-P-3201 une Sober con Monforte de Lemos y la LU-P-3205 une Neiras con Monforte de Lemos. La LU-P-5903 une Sober con Doade, donde enlaza con la LU-903 que une Monforte con Castro Caldelas.

#### Ferrocarril

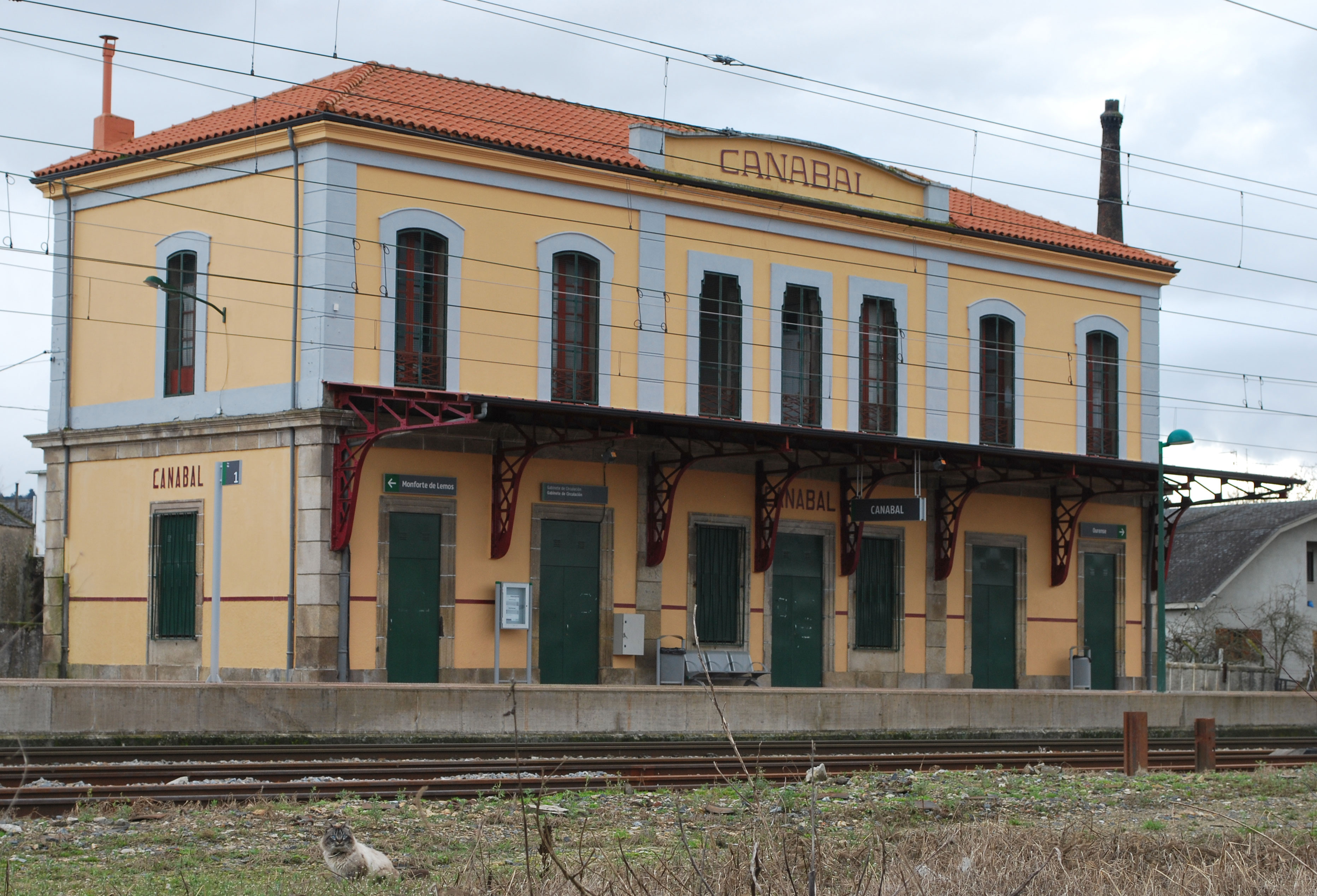
Estación de Canabal.

Cruza el municipio la línea Monforte-Redondela que cuenta con dos estaciones en Canabal y Areas.
Tienen servicios de Media Distancia operados por Renfe a Monforte de Lemos, Orense, Ponferrada y Vigo.

### Economía
El sector primario de Sober está centrado en la ganadería bovina criada para consumo, la cría porcina y en menor medida, ovina.
La agricultura representa el 37 % de las superficie disponible del concello orientada al cultivo de cereales, patatas y primordialmente, la vid. El 58 % de la superficie es de masa forestal, pinos y robles, y matorral.
La industria ocupa al 16 % de la población y se concentra en entidades de tamaño pequeño o familiar principalmente en la elaboración de vino. Destaca la producción de material de construcción en Canaval y la alfarería artesana de Gundivós. Otros centros están dedicados a la manufactura textil (calcetines) y a la fabricación de herramientas y equipos de labor (cerrajería, máquinas de sulfatado).
El sector servicios se aglutina en torno a los servicios municipales y administrativos y a los establecimientos comerciales. Una feria tiene lugar dos veces al mes, la misma frecuencia que la de un mercado de productos.

#### Vino de Amandi
Sober se encuentra en la región vinícola de la Denominación de Origen Ribeira Sacra, albergando la producción de la subzona de vinos de Amandi y la de la ribera del río Cabe, incluida en la principal.
Existen alrededor de 300 productores y 29 bodegas o adegas inscritas en el consejo regulador. Un centro de embotellado industrial permite la comercialización de la marca de vino de Amandi Rectoral.
Cada sábado y domingo de Ramos, se celebra en Sober la Feira do viño de Amandi.

## Política
| Resultados de las elecciones municipales en Sober |      |      |      |      |      |      |
| Partido                                           | 1999 | 2003 | 2007 | 2011 | 2015 | 2019 |
| PPdeG                                             | 7    | 8    | 8    | 7    | 7    | 8    |
| Agroma                                            |      | 1    |      |      | 2    | 2    |
| PSdeG-PSOE                                        | 3    | 2    | 1    | 2    | 2    | 1    |
| BNG                                               | 1    |      | 2    | 2    |      |      |
| Total                                             | 11   | 11   | 11   | 11   | 11   | 11   |

## Patrimonio histórico-artístico
- Petroglifos de Figueiroá y Proendos, esculturas rupestres de formas circulares.
- Iglesia de Santa María de Bolmente, de posible origen románico, fue reconstruida a finales del siglo XVIII. De la época románica conserva varios elementos.
- Iglesia de San Pedro de Canaval, conserva algunas formas románicas del siglo XIII en du fachada principal y en el interior, aunque su fisonomía actual se corresponde con una restauración realizada en el siglo XVIII.
- Templo de San Xulián de Lobios, románico del siglo XIII con notas de transición.
- Capilla de la Raíña dos Anxos, del siglo X, construida en piedra irregular sin labrar.

## Deportes
En el municipio hay dos equipos de fútbol. El Club Deportivo Sober fue fundado en 1987 y juega sus partidos en el campo de Centeás. El Club Deportivo Río Sil fue fundado en 1991 y juega en el campo de A Carqueixa.